# Fred Basolo
Fred Basolo (* 11. Februar 1920 in Coello, Illinois; † 27. Februar 2007) war ein US-amerikanischer Chemiker (Anorganische Chemie, Komplexchemie).

## Leben
Basolo studierte an der Southern Illinois Normal University mit dem Bachelor-Abschluss 1942 und promovierte im Jahr 1943 bei John C. Bailar an der University of Illinois at Urbana-Champaign. 1943 bis 1946 war er Forschungschemiker bei Rohm und Haas. Ab 1946 war er Instructor und ab 1959 Professor an der Northwestern University, an der er 1980 Morrison Professor wurde. 1969 bis 1972 stand er der Chemie-Abteilung vor. 1990 wurde er emeritiert.
1954/55 war er als Guggenheim Fellow an der TU Dänemarks in Lyngby, 1961/62 am Institut für Anorganische Chemie der Universität Rom, 1969 NATO-Gastprofessor in Deutschland und 1992 Gastprofessor an der Ohio State University. Er hatte Ehrenprofessuren an den chinesischen Universitäten von Lanzhou und Zhongshan.
Er war seit 1947 verheiratet und hatte vier Kinder.

## Werk
Der Schwerpunkt seiner wissenschaftlichen Arbeit lag auf dem Gebiet der Koordinationschemie, der metallorganischen Chemie und der bioanorganischen Chemie, wo er insgesamt 400 Beiträge veröffentlichte.
Mit seinem Kollegen Ralph Pearson veröffentlichte er die Monografie Mechanisms of Inorganic Reactions, die die Bedeutung von Koordinationsverbindungen in Reaktionsmechanismen beleuchtete. Diese Arbeit, die Konzepte der Ligandenfeldtheorie und physikalisch-organischen Chemie integrierte, löste einen Wandel von einem rein beschreibenden Charakter der Koordinationschemie zu einer quantitativen Wissenschaft aus. Basolo veröffentlichte Werke über den Indenyleffekt, die Reaktion von koordinierten Liganden und synthetische Modelle für Myoglobin.

## Ehrungen und Auszeichnungen
Er war Mitglied der National Academy of Sciences und 1981 bis 1986 im Rat der National Academies of Science und des National Research Council für Chemie und Chemische Technologie. Ihm wurde unter anderem die Priestley-Medaille, der James Flack Norris Award, der Chemical Pioneer Award, die Bailar und Dwyer Medal, der American Chemical Society Award in Inorganic Chemistry (1964), die American Institute of Chemists Gold Medal, die Willard Gibbs Medal, die Medaille der chinesischen chemischen Gesellschaft (1991), der Forschungspreis in anorganischer Chemie der italienischen chemischen Gesellschaft (1988) und der George C. Pimentel Award in Chemical Education verliehen. Er war Präsident der American Chemical Society im Jahr 1983. Im selben Jahr wurde er zum Fellow der American Academy of Arts and Sciences gewählt. Er war Fellow der American Association for the Advancement of Science, deren Chemie-Sektion er 1979 vorstand, und der Japan Society for the Promotion of Science.
Seine Autobiographie wurde 2002 bei Springer veröffentlicht. 1995/96 war er Chatt Lecturer (Joseph Chatt Award) der Royal Society of Chemistry.
Er war Ehrendoktor der Southern Illinois University in Carbondale (D.Sc., 1984).

## Schriften
- mit R. G. Pearson: Mechanisms of Inorganic Reactions, Wiley 1967
- From Coello to Inorganic Chemistry: A Lifetime of Reactions, Springer 2002